# Kame Hame Ha
El Kame Hame Ha (かめはめ波 Gran Ola de la Corriente Tortuga?) es una técnica de combate ficticia creada en el manga y anime Dragon Ball. Es la técnica base de la Escuela de la Tortuga, creada por el personaje Kame Sen'nin. Consiste en reunir una gran cantidad de energía en las manos y soltarla de golpe y gracias a esto poder reunir el doble de poder de pelea que el usuario posee. Según su creador ficticio, una persona normal debe entrenar 50 años para dominar esta legendaria técnica, es una habilidad que requiere mucho esfuerzo. Sin embargo, el personaje Son Gokū la aprendió con solo ver al maestro utilizarla para extinguir el fuego del Monte Frypan y en todo Dragon Ball muchos personajes la aprenden rápidamente.

Esquema de la ejecución del ataque de energía ficticio “Kame Hame Ha” del anime y manga Dragon Ball.

## Variantes
El Kame Hame Ha es la técnica más utilizada en la serie por lo que existe una gran cantidad de variantes.
- Ashi Kara Kame Hame Ha (足からかめはめ波 Kame Hame Ha con los pies?): Es un Kame Hame Ha efectuado con los pies. Tan solo visto una vez, en el combate de Gokū contra Piccolo en la final del 23° Tenkaichi Budōkai.[1]
- Big Bang Kame Hame Ha: Mezcla entre el Big Bang Attack y el Kame Hame Ha, únicamente lanzado por Gogeta en Super Saiyajin 4 en Dragon Ball GT, haciendo frente a Super Yi Xing Long.[cita requerida], además esta es la variante más poderosa de la técnica, también se ve en algunos videojuegos de la serie.
- Big Bang Kame Hame Ha ×100: Es utilizado por Gogeta Super Sayajin 4 en videojuegos, en algunos son ×10 o ×20.
- Chō Kame Hame Ha (超かめかめ波 Super Kame Hame Ha?): Es un Kame Hame Ha con mucho poder. Es un Kame Hame Ha que requiere más tiempo cargando energía. Fue usado por Son Gokū contra Piccolo en la final del 23° Tenkaichi Budōkai, muchas veces es utilizado por Gohan en la saga de Majin Boo y en películas (Gohan Adulto), también es usado contra Majin Vegeta obviamente peleando con su mayor rival en SSJ2.[1]
- Doble Kame Hame Ha: Es un Kame Hame Ha realizado por dos personas a la vez. Su realización es poner las manos en posición y que un compañero ponga las manos perpendicular a las tuyas y se lanza. La primera vez que fue hecho fueron el Maestro Roshi en Dragon Ball, junto con el entrenador original de Ten-Shin-Han y Chaoz, el Maestro Tsuru.
- Feint Kame Hame Ha (フェイントかめかめ波 Kame Hame Ha engaño?): Consiste en lanzar un Kame Hame Ha, pero dejarlo escondido para sorprender al objetivo. Fue usado una vez por Son Gokū contra Freezer.[1]
- Kame Hame Ha de Confeti: Ataque falso usado por Gogeta Super Saiyan 4 contra Yi Xing Long, consiste en un Kame Hame Ha que lanza confeti y serpentinas.[cita requerida]
- Kame Hame Ha Gaeshi (かめはめ波返し Kame Hame Ha retornado?): Consiste en utilizar un Kame Hame Ha para defenderse de la misma técnica. Esto comúnmente crea una confrontación de técnicas en la que el vencedor es quien logre canalizar la mayor cantidad de energía. Técnica usada por Cell y Son Gohan, en la que este último resultó victorioso.[1]
- Kame Hame Ha Hane Kaeshi (かめかめ波跳ね返し Rechazo de Kame Hame Ha?): Técnica utilizada por Ten Shin Han para neutralizar un Kame Hame Ha utilizado por Yamcha.[1]
- Kame Hame Ha Solar: Es el Kame Hame Ha que utiliza Cell Super Perfecto contra Gohan transformado en Super Saiyajin 2. Solo pudo ser detenido por el Oyako Kame Hame Ha de Goku y Gohan. Según Cell, esta técnica tiene el suficiente poder cómo para destruir el Sistema Solar.[cita requerida]
- Kame Hame Ha x10: Consiste en lanzar un Kame Hame Ha muy poderoso con un poder de 10 Kame Hame Ha juntos. Es usado por Gokū en Super Saiyajin 4. Para ejecutarla se necesita concentrar la energía en ambas manos y unirlas en una sola. A lo largo de la serie Goku perfecciona el suyo de manera de que ya no necesitaba concentrar la energía en ambas manos, simplemente solo lo lanzaba como un simple Kame Hame Ha y este adquiere un color rojo.[cita requerida]
- Final Kame Hame Ha: Es el ataque más poderoso de Vegetto, la fusión de Son Goku y Vegeta con los pendientes Pothara. Consiste de la combinación de un Final Flash de Vegeta y un Kame Hame Ha de Son Goku. Este poderoso ataque fue usado contra Zamas Fusionado.
- Magaru Kame Hame Ha (曲がるかめかめ波 Kame Hame Ha controlado?): Consiste en lanzar un Kame Hame Ha, y girarlo en el aire para coger desprevenido al oponente. Lo usaron varios luchadores. Primeramente fue utilizado en Dragon Ball por Son Gokū contra Piccolo Daimao y años más tarde contra Raditz.[2]
- Oyako Kame hame Ha (親子かめはめ波 Kame Hame Ha padre e hijo?): Esta técnica fue usada por Son Gohan para acabar con Cell; consiste en un Kame Hame Ha lanzado conjuntamente entre un hijo apoyado por el poder del espíritu de su padre. También es usada por Son Gohan, Goten y Gokū fallecido en la película Kiken na futari! Super senshi wa nemurenai.[cita requerida]
- Renzoku Kame Hame Ha (連続かめかめ波 Kame Hame Ha sucesivo?): Técnica consistente en lanzar varios Kame Hame Ha consecutivamente. La usó Son Gokū de camino a Namek para recibirlos y sobrevivir, y así aumentar su fuerza y resistencia.[2]
- Shunkan Idō Kame hame Ha (瞬間移動かめかめ波 Kame Hame Ha instantáneo?): El lanzador prepara un Kame Hame Ha, pero cuando se dispone a lanzar, mediante un Shunkan Idō se teletransporta hacia otro ángulo para atrapar desprevenido al rival. Fue usado una vez por Son Gokū contra Cell. También fue usado contra Paikuhan, en el Torneo del Otro Mundo, al igual contra Bills en la película Dragon Ball Z - La batalla de los dioses.
- Kame Hame Ha de Viento: Es usado por Gohan y Krilin para apagar el bosque en la película Chikyū marugoto chōkessen es de forma de ondas de Viento.
- Kame Hame Ha Furioso: Es una versión del Kame Hame Ha usada por Goku contra Freezer en el planeta Namek. Es una versión de una sola mano de color amarillo en lugar de azul. Algunos no lo consideran como un variante de Kame Hame Ha.